# Bulbophyllum lanuginosum
Bulbophyllum lanuginosum là một loài phong lan thuộc chi Bulbophyllum.